# 12941 Franssnik
12941 Franssnik è un asteroide della fascia principale. Scoperto nel 1960, presenta un'orbita caratterizzata da un semiasse maggiore pari a 2,636123 UA e da un'eccentricità di 0,084397, inclinata di 1,675092° rispetto all'eclittica.
Frans Snik è un astronomo olandese, specializzato in misure di polarizzazione e strumentazione. Ha guidato diversi progetti di citizen science nei Paesi Bassi, tra cui iSpex, per la misurazione degli aerosol.